# Chaussée de la Madeleine
La chaussée de la Madeleine est une artère de Nantes.

## Situation et accès
Située dans le centre-ville de Nantes, à l'est de l'ancienne île Gloriette, cette artère bitumée et ouverte à la circulation automobile, elle relie la place Alexis-Ricordeau à la place Aimé-Delrue, et rencontre sur son tracé l'avenue de l'Hôtel-Dieu, l'impasse Juton, la rue Perrault et la rue Marmontel, toutes débouchant sur son côté est. Elle est doublée par le boulevard Jean-Monnet.

## Origine du nom
Le nom de « la Madeleine », donné tant à la prairie qu'à la chaussée sur laquelle elle est aménagée au milieu du XVIIe siècle, vient de l'existence d'une chapelle homonyme situé à l'extrémité sud-est de l'artère au niveau de la place Aimé-Delrue. Cette chapelle, siège d’un prieuré fondé le 9 octobre 1119 par le Duc Conan III, dit le Gros, en faveur de l'abbaye Toussaint d'Angers, comprenait un petit chapitre de chanoines réguliers qui subsiste jusqu’au XVIe siècle. La chapelle est reconstruite au XVe siècle. En 1412, une école, où l’on enseignait la musique et la grammaire, lui est adjointe. Le prieuré qui dépendait de l'église Sainte-Croix, est fermé au moment la Révolution, tandis que la chapelle n'est détruite qu'en 1865,.

## Historique

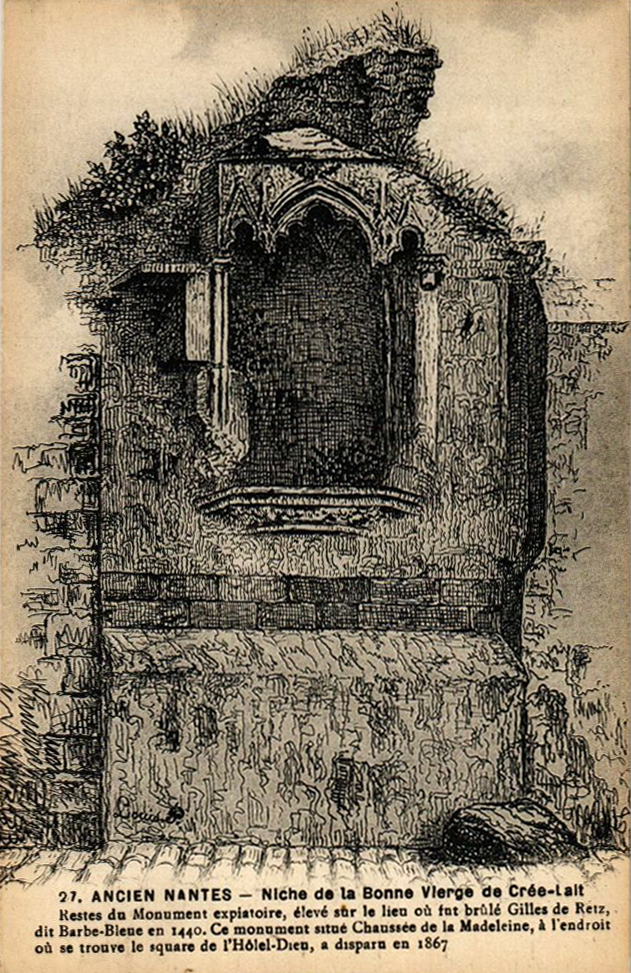
Niche de Notre-Dame de Crée-Lait, vieux Nantes, carte postale.

L'Hôtel-Dieu vient s'installer en 1655 sur le côté ouest de la chaussée, faisant partie de la « Prairie de la Madeleine » (celle-ci est incorporée plus tard à l'île Gloriette). Pendant des siècles, cette artère qui était alors bordée de maisons, ainsi que d'une auberge baptisée « auberge de la Boule d’Or » située à son extrémité nord-est, faisait alors partie du seul axe routier qui permettait de franchir la Loire entre le cœur de la « Cité des Ducs », formé par l'actuel quartier du Bouffay, et le faubourg de Pirmil, sur la rive gauche (actuel quartier Nantes Sud). En effet, au nord, la chaussée permettait l'accès de l'île Feydeau par le « pont de la Belle-Croix », tandis qu'au sud le « pont de Madeleine » (situé à l'emplacement de l'actuel pont Général-Audibert) permettait d'accéder aux prairies (et notamment à l'île de Grande Biesse) formant l'actuelle île de Nantes.
Face à l'« auberge de la Boule d’Or », de l'autre côté de la chaussée se dressait un monument expiatoire dit de « Notre-Dame-de-Crée-Lait » - croix de pierre ou calvaire - érigé en mémoire de l'exécution de Gilles de Rais en 1440. Cet endroit devient un lieu de pèlerinage pour femmes enceintes,,. Les vestiges de ce petit monument sont actuellement conservés au musée archéologique de Nantes,.
Au milieu du XIXe siècle, la prairie s'urbanise, le quartier de la Madeleine, situé à l'est de la chaussée, prend forme. L'hôtel-Dieu, reconstruit par l'architecte Joseph-Fleury Chenantais, borde la voie.
Lors de la Seconde Guerre mondiale, l'hôpital est touché par les bombardements alliés du 16 septembre 1943, qui causent la mort de 60 personnes (20 malades et 40 membres du personnel) et rendent inutilisables ou irréparables 60 % des bâtiments.

La « rue de la Faïencerie », au sud-est de la Chaussée, est touchée, et l'« école de la Faïencerie » subit de gros dégâts, et l'école privée Sainte-Anne est également atteinte.
La reconstruction d'un établissement hospitalier débute en avril 1951 et constitue l'un des principaux chantiers de reconstruction dans la ville. L'emprise du nouvel édifice est déplacée d'une cinquantaine de mètres par rapport celle de l'ancien équipement afin de permettre l'aménagement du futur boulevard Jean-Monnet, destiné à doubler la chaussée.
Aujourd'hui, la chaussée de la Madeleine est une rue commerçante avec ses restaurants, ses cafés, ses petits commerces de proximité, exclusivement regroupés sur son côté est, et qui anime le quartier « Madeleine-Champ de Mars ». Tandis que, sur le côté opposé, l'espace qui s'étend jusqu'au boulevard Jean-Monnet est occupé par le square de l'Appel-du-18-juin-1940, jouxtant le « restaurant universitaire Ricordeau » et des parkings.

## Bâtiments remarquables et lieux de mémoire

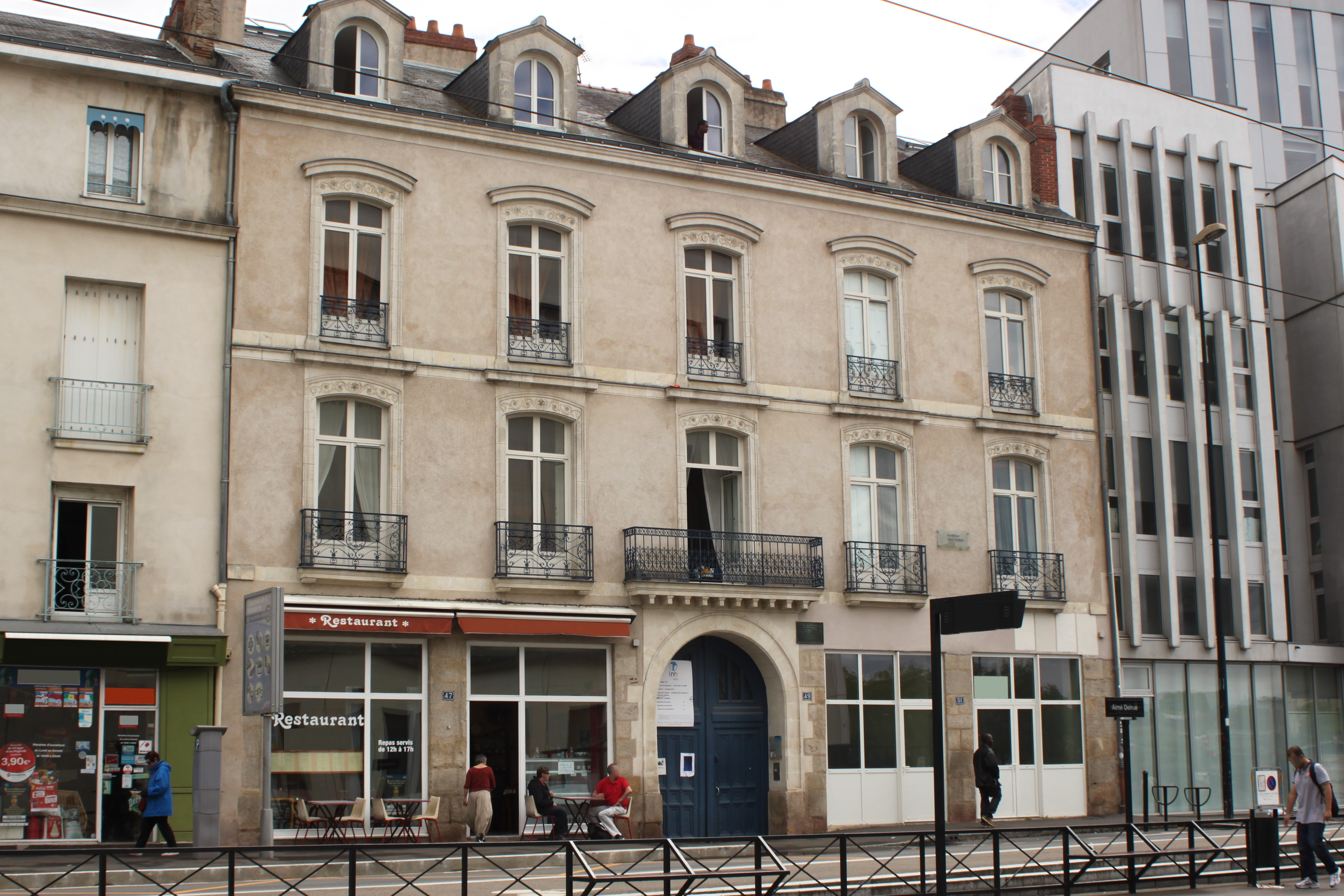
Ancien siège de l'AS-OF.

L'immeuble dont les entrées sont aux nos 3 et 5 a accueilli, à partir de 1909, l'école primaire Sainte-Anne (enseignement privé catholique, école congréganiste entre 1887 et 1901), tenue par les sœurs des Filles de la Sagesse. L'établissement avait auparavant été installé à deux autres endroits de la voie :
- à partir du 1er janvier 1821, dans un local du passage de l'Hôtel-Dieu (en face des nos 3 et 5 ;
- entre 1855 et 1909, dans un bâtiment construit spécialement, en face du no 33.

Au no 49 se trouve l'hôtel particulier où le général Audibert créa la branche locale du réseau de résistance, l'armée secrète. 
C'est aussi à ce numéro que se trouvait la droguerie d'Aimé Delrue (1902-1961), modeste commerçant, philanthrope, mais néanmoins « bon vivant » qui, à la tête du Comité des fêtes de la ville relance les festivités du Carnaval de Nantes après la Seconde Guerre mondiale. Son nom est commémoré par la place Aimé-Delrue, qui se trouve à proximité.

## Voies perpendiculaires secondaires

### Avenue de l'Hôtel-Dieu
Localisation : 47° 12′ 41″ N, 1° 33′ 03″ O
Cette rue piétonne rectiligne, à laquelle on accède par un porche du côté de la chaussée (au niveau du no 13), permet de rejoindre la rue des Olivettes (au niveau de la cour des Olivettes) après avoir été traversée par l'impasse de l'Hôtel-Dieu.

### Impasse Juton
Localisation : 47° 12′ 43″ N, 1° 33′ 05″ O
Cette nouvelle artère piétonne présente deux sections dont l'une permet de rejoindre la rue des Olivettes par l'intermédiaire du nouveau passage Douard.
On y trouve la halle de la Madeleine, ancien relais de poste, réhabilité en 2010 en galerie occupée par des locaux à usage professionnel. Celle-ci, dans le cadre d'un cheminement piétonnier traversant des jardins d'un ensemble immobilier baptisé « cours des Arts », permet de rallier les rues Pélisson et des Olivettes.